# سد بوجانبو
سد بوجانبو (به لاتین: Flag Boshielo Dam) یک سد در آفریقای جنوبی است که در لیمپوپو واقع شده‌است.